# Zeezender

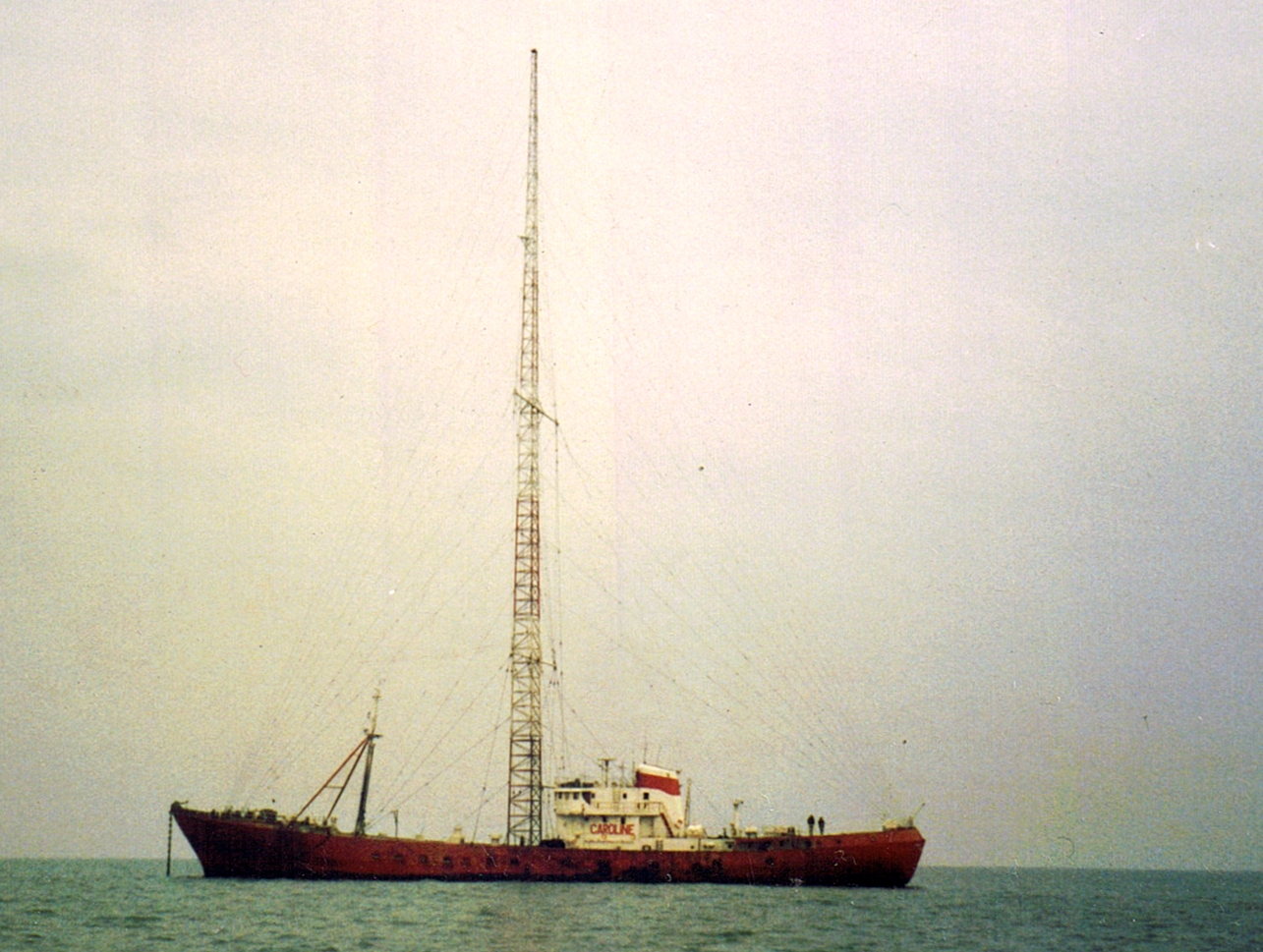
Ross Revenge, het zendschip van Radio Caroline, in 1984

Een zeezender is een vanuit internationale wateren opererende radiozender op een schip, fort of kunstmatig eiland. In het geval van het REM-eiland is er (ook) sprake van het uitzenden van televisieprogramma's. Een kunstmatig eiland staat wel met zijn poten vast in de zee, wat niet het geval is met een schip.

## Geschiedenis (Europa)
Zeezenders ontstonden omdat het grote publiek niet tevreden was met de officiële, door de overheid toegelaten radiozenders. Vooral popmuziek kwam er bij die zenders bekaaid vanaf. Het uitzenden vanaf een schip onder vreemde vlag kon niet verboden worden (hoewel medewerking aan dergelijke zenders verboden bleef), waardoor ondernemers, gedreven door geldzucht dan wel idealisme, hun kans schoon zagen. In Europa zonden tussen 1958 en 1990 een aantal zeezenders hun programma's uit vanaf een schip, een kunstmatig eiland of een voormalig marinefort in de Noordzee buiten de territoriale wateren. In Groot-Brittannië werden Radio London en Radio Caroline zeer succesvol. In Nederland werd Radio Veronica immens populair. 
In 1962 was medewerking aan zeezenders al verboden in de Scandinavische landen en in België. In datzelfde jaar gaf de Raad van Europa aan de aangesloten landen het advies om een wet uit te vaardigen die medewerking verbood aan radiostations die buiten de territoriale wateren uitzonden. In 1964 werd het uitzenden van in de zeebodem verankerde objecten onmogelijk gemaakt door een noodwet in Nederland (zie REM-eiland).
Op 13 juli 1965 werd het Verdrag van Straatsburg van kracht, waarin medewerking aan uitzendingen vanuit internationale wateren vanaf vaar- en vliegtuigen verboden werd.
In 1967 werd dit verdrag geratificeerd door Groot-Brittannië en in 1974 door Nederland. Spanje deed dit niet, waarna de zeezenders Radio Mi Amigo en Radio Caroline (twee zenders op één schip) hun hoofdkwartier per 1 september 1974 naar Spanje verplaatsten. Het Engelse Radio Caroline bleef illegaal doorzenden.

## Zeezenders (Europa)

### Scandinavië
De eerste zeezender in Europa was Radio Mercur, die in 1958 begon met Deense en enige tijd later ook met Zweedse programma's (Skånes Radio Mercur, Skåne is het zuidelijk deel van Zweden) vanaf het schip Cheeta, verankerd in de Sont noordelijk van Kopenhagen. Een groter schip, de Cheeta II nam in 1961 de uitzendingen over. Na reparaties keerde de Cheeta I terug met op Denemarken gerichte uitzendingen; de Cheeta II verzorgde de Zweedse programma's. Toen de Cheeta I in 1962 in een storm schade had opgelopen en gerepareerd moest worden, legde de Deense overheid er beslag op, maar de uitzendingen werden vanaf een ander schip, Lucky Star, voortgezet. De Cheeta I werd verkocht en ging verder als Radio Syd met op Zweden gerichte uitzendingen.
Op 31 juli 1962 werd in Scandinavië antizeezenderwetgeving van kracht; Radio Mercur stopte, maar Radio Syd bleef nog uitzenden tot 1966, later vanaf de Cheeta II. In dat jaar diende het schip tijdelijk als onderkomen van Radio Caroline South, nadat het schip van Caroline zelf in een storm op de kust was gelopen.
Radio Nord zond vanaf 1961 vanaf een schip voor de Zweedse kust bij Stockholm uit, maar stopte reeds een jaar later in verband met genoemde wetgeving. Het schip diende later als basis voor Radio Atlanta en Radio Caroline.

### België en Nederland
In Nederland begon Radio Veronica in 1960 vanaf het MV Borkum Riff, een voormalig Duits lichtschip, voor de kust van Noordwijk met radioprogramma's. Later werd een positie voor de kust van Scheveningen gekozen, om storing te voorkomen. In de loop van 1964 werd dit schip vervangen door het MV Norderney, een voormalige trawler. De frequentie was 1562 kHz, geadverteerd als 192 meter. Later werd uitgezonden op 557 kHz (538 meter).
In 1964 werd op initiatief van een groep Nederlandse zakenlieden de Reclame Exploitatie Maatschappij (REM) opgericht, uitzendend vanaf het zogeheten REM-eiland, een speciaal gebouwd en geplaatst platform voor de kust van Noordwijk aan Zee. Er werden televisie- en radio-uitzendingen verzorgd onder de naam TV Noordzee. De gewiekste ondernemers (scheepsbouwer Cornelis Verolme, projectontwikkelaar Reinder Zwolsman, baggeraar Pieter Schelte Heerema, Unilever-topman Sidney van den Bergh en de bank Teixeira de Mattos) verkregen hun kapitaal door aan kleine beleggers aandelen te verkopen via de Volks Aandelen Trust. De uitzendingen waren slechts in de Randstad te ontvangen maar het publiek reageerde enthousiast en plaatste massaal de benodigde speciale antennes. De Nederlandse overheid reageerde furieus en de Nederlandse Rijkspolitie maakte met behulp van een marinehelikopter al na 4 maanden een eind aan het REM-avontuur. Honderdduizend beleggers verloren hun geld. REM/TV Noordzee zou later officieel terugkeren als de TROS.
In 1966 werd vanaf het schip de Laissez Faire, dat verankerd lag voor de kust van Frinton-on-Sea (bij Harwich), Radio Dolfijn gelanceerd, een Nederlandstalige easylisteningzender die ook de Engelse zender Britain Radio als zusterstation aan boord had. In 1967 werd de zender omgedoopt tot de eerste Nederlandse popzender Radio 227, die binnen enkele maanden 3,5 miljoen mensen in de Benelux tot zijn luisteraars kon rekenen. Met de komst van de Engelse antipiratenwet kwam er op 31 juli van dat jaar een vroegtijdig einde aan dit populaire station.
In 1970 kreeg Veronica gezelschap van R.N.I (Radio Northsea International). In 1971 kwamen er ook uitzendingen in het Nederlands onder de naam Radio Noordzee Internationaal, dus werkelijke concurrentie voor Veronica, tot wetgeving in 1974 beide zenders het zwijgen oplegde. De bomaanslag op het schip Mebo II van Radio Noordzee (R.N.I) van 15 mei 1971 was daartoe mede de aanleiding.
Radio Atlantis zond eerst uit vanaf het MV Mi Amigo (1973), maar in 1974 vanaf een eigen zendschip, Jeanine, voor de kust van Knokke. Radio Mi Amigo en Radio Caroline zonden vanaf 1974 uit vanaf het zendschip MV Mi Amigo, toen nog voor de kust van Nederland. Na 31 augustus 1974 was er één zeezender die zou doorgaan: Radio Caroline samen met Radio Mi Amigo.
In de zomer van 2006 gingen Radio Waddenzee en Radio Seagull vanaf het voormalige Engelse lichtschip LV8, met een ligplaats in Harlingen, als eerste officieel erkend zendschip ooit, met uitzendingen op de middengolf (1602 kHz) van start.

### Groot-Brittannië
Op Goede Vrijdag 27 maart 1964 begon Radio Caroline vanaf een schip voor de kust van Zuidoost-Engeland uit te zenden, kort daarop gevolgd door Radio Atlanta. Na enige maanden fuseerden beide zenders; de oorspronkelijke Caroline voer naar de Ierse Zee om bij het eiland Man als Radio Caroline North het noordelijk deel van Engeland te bestrijken; de Atlanta bleef liggen en verzorgde onder de naam Radio Caroline South uitzendingen voor het zuidelijk deel van Engeland.
Eind 1964 verscheen Radio London ten tonele. Was Caroline een veredeld "Light Programme" van de BBC, Radio London ("Big L") kwam met een Amerikaans "format". De dj's waren opgeleid bij radiostation KLIF in Dallas. Radio London klonk veel professioneler dan Caroline en werd in korte tijd net zo populair.
Maar de spoeling werd dun. Er kwamen nog meer zeezenders voor de Engelse kust te liggen, sommige uitzendend vanaf schepen, andere vanaf voormalige militaire forten in zee. Op 15 augustus 1967 maakte ook in Groot-Brittannië wetgeving een einde aan vrijwel alle zenders, alleen Caroline ging nog tot maart 1968 door, verdween toen eveneens uit de ether maar keerde enkele jaren later terug.
In de jaren tachtig zond Radio Caroline met veel ups-and-downs nog steeds programma's uit. Eveneens aan boord van het (nieuwe) zendschip Ross Revenge (het oude zendschip Mi Amigo van Radio Nord was ten slotte gezonken) was Radio Monique (een Nederlandstalig station) gehuisvest. Radio Caroline kreeg zelfs nog concurrentie van een nieuwe zender, Laser 558, die op Amerikaanse leest geschoeid was.

## Zeezenders buiten Europa
Ook buiten Europa zijn er zeezenders geweest. Zo was er Radio Free America vanaf het schip Columbus voor de kust van New Jersey (VS), maar die zender was geen lang bestaan beschoren.
In Nieuw-Zeeland was er Radio Hauraki, dat in de jaren 1966 tot 1970 het monopolie op radio-uitzendingen doorbrak. Uitzendingen werden verzorgd vanaf de zendschepen TIRI 1 en TIRI 2. Radio Hauraki kreeg een officiële zendvergunning toegewezen in Auckland. De uitzendingen stopten vanaf het zendschip op 1 juni 1970 en startten op 26 september 1970 wettelijk vanaf land.
Vanaf het schip Peace, gelegen voor de kust van Israël in de Middellandse Zee, zond The Voice of Peace programma's uit met het doel de vrede te bewerkstelligen in het Midden-Oosten en de Joden met de Arabieren te verzoenen. De eigenaar was Abie Nathan, van Joodse afkomst. De uitzendingen begonnen in 1973.

## Radio périphérique
In Frankrijk kende men een vergelijkbaar fenomeen, hoewel er ook grote verschillen waren: de zogenoemde radio périphérique. Daarmee werden radiostations bedoeld waarvan de zendinstallaties niet op Franse bodem mochten staan. Tussen 1945 en 1981 gold er in Frankrijk een staatsmonopolie voor radiozenders. Zenders die geen eigendom van de staat waren, mochten dus niet vanaf Franse bodem uitzenden. Het verschil met zeezenders is dat de Franse staat deze zenders wel toestond kantoor te houden op Franse bodem, en er soms zelfs een minderheidsbelang in nam om er meer controle op uit te kunnen oefenen. 
De verdwenen zender Radio Andorra heeft de meeste moeilijkheden met de Franse staat gehad en daardoor bijna op natuurlijke wijze affiniteit gekregen met de zeezenders uit de Noordzee. Als deze verdwijnen, stelt Radio Andorra meerdere malen zendtijd ter beschikking aan oud-medewerkers van zendschepen. Zo zond Radio Caroline International korte tijd uit vanuit Andorra. Nadat de beide schepen van Radio Caroline vanuit de Engelse wateren naar de Amsterdamse haven waren gesleept in maart 1968. In de jaren 70 hebben nog diverse landpiraten legaal via de korte golf uitgezonden vanuit Andorra op 6205 kHz (de frequentie van RNI) waaronder WMR (Weekend Music Radio van Gerard Van Dam die later achter de zeezender Radio Delmare zat.